# Amore (nome)
Amore  è un nome proprio di persona italiano maschile e femminile.

## Varianti
- Varianti: Amor[2]
- Alterati
  - Maschili: Amorino[1]
  - Femminili: Amorina[1]

### Varianti in altre lingue
- Catalano: Amor[4]
- Francese: Amour[3]
- Inglese: Amor[5]
  - Solo femminili: Amora[3], Amoura[3]
- Latino: Amor[1][3]
- Portoghese: Amor[3]
- Spagnolo: Amor[3][4]

## Origine e diffusione
È un nome affettivo tratto dal sostantivo "amore", inteso generalmente come affetto o in senso cristiano, documentato già nel Medioevo (quando poteva anche costituire abbreviazione di nomi desueti quali "Bellamore" e "Amorebello"); anche in epoca romana peraltro è attestato il nome Amor, in parte come traduzione del greco Eros (va notato che "Amore" era anche un altro nome di Cupido, il corrispettivo romano del dio greco Eros). Etimologicamente il termine "amore" viene dal latino amor, dal medesimo significato. Per semantica quindi questo nome è analogo ad Agape e Ljubov'.
Negli anni 1970 si contavano del nome circa duemilacinquecento occorrenze, più altre millecinquecento circa delle forme diminutive, sparse in tutta l'Italia continentale (con "Amorina" accentrata in Friuli-Venezia Giulia e nelle Marche).

## Onomastico
L'onomastico si può festeggiare in memoria di più santi, alle date seguenti:
- 9 agosto, sant'Amore, martire assieme a san Viatore, venerato a Saint-Amour nella Franca Contea[6][7]
- 17 agosto, sant'Amore, missionario in Germania con san Pirmino, fondatore del monastero di Amorbach[7]
- 8 ottobre, sant'Amore, eremita presso Maastricht, fondatore del convento di Münsterbilsen presso Liegi[4][7]

## Persone

### Varianti
- Amour Loussoukou, calciatore congolese
- Amour Patrick Tignyemb, calciatore camerunese
- Amor Towles, scrittore statunitense